# Конфетти (торт)
 Торт Конфетти  (англ. Confetti cake) — это разновидность торта или сладкого пирога с радужной посыпкой, запеченной в тесте. Он называется конфетти-тортом, потому что при выпечке радужная посыпка тает, образуя точки яркого цвета, напоминающие конфетти. 
Обычно тесто бывает белым, золотистым или желтым, чтобы добиться лучшего визуального эффекта; но существуют также варианты шоколадного, чёрного и клубничного тортов. Торт обычно состоит из муки, масла, разрыхлителя, соли, сахара, растительного масла, яиц, ванильного экстракта, молока и радужной посыпки. Торт часто покрывают глазурью из масла, соли, сахарной пудры, ванильного экстракта и молока, а также сливочным, масляным или другим кремом. 

## История
Торты с конфетти появились, по крайней мере, в 1950-х годах; в 1956 году реклама Betty Crocker в Life анонсировала новую смесь для торта «Пища ангелов с конфетти», содержащую «разноцветные конфетти». В 1989 году компания Pillsbury Company представила торт «Funfetti» — смесь слов «веселье» и «конфетти», которая приобрела большую популярность. Это была белая смесь для торта с разноцветной посыпкой, смешанной с тестом. Уникальный вид торта был направлен на детскую демографическую группу. Торт вскоре завоевал популярность, и в 1990 году Betty Crocker представила печенье с глазурью, в которую были намешаны радужная крошка, под названием Dunk-a-roos. Pillsbury владеет торговой маркой «Funfetti», поэтому торт обычно называют тортом-конфетти или его также можно назвать тортом-посыпкой.

## Современность
Торт «Конфетти» вдохновил создание множества интерпретаций, таких как печенье с конфетти, злаковые батончики и даже круассаны. Торты «Конфетти» также называют «фанфетти».
Торт с использованием посыпки в качестве начинки выпекают и в домашних условиях, существует множество рецептов таких тортов и пирогов.